# Mołotkowicze (przystanek kolejowy)
Mołotkowicze (biał. Малоткавічы; ros. Молотковичи) – przystanek kolejowy w miejscowości Mołotkowicze, w rejonie pińskim, w obwodzie brzeskim, na Białorusi. Leży na linii Homel - Łuniniec - Żabinka.
Przystanek istniał przed II wojną światową.